# Cofradía de O Nazareno dos de Fóra
La Cofradía de "O Nazareno dos de Fóra" es una de las ocho cofradías que existen en la Semana Santa de Vivero.

## Historia

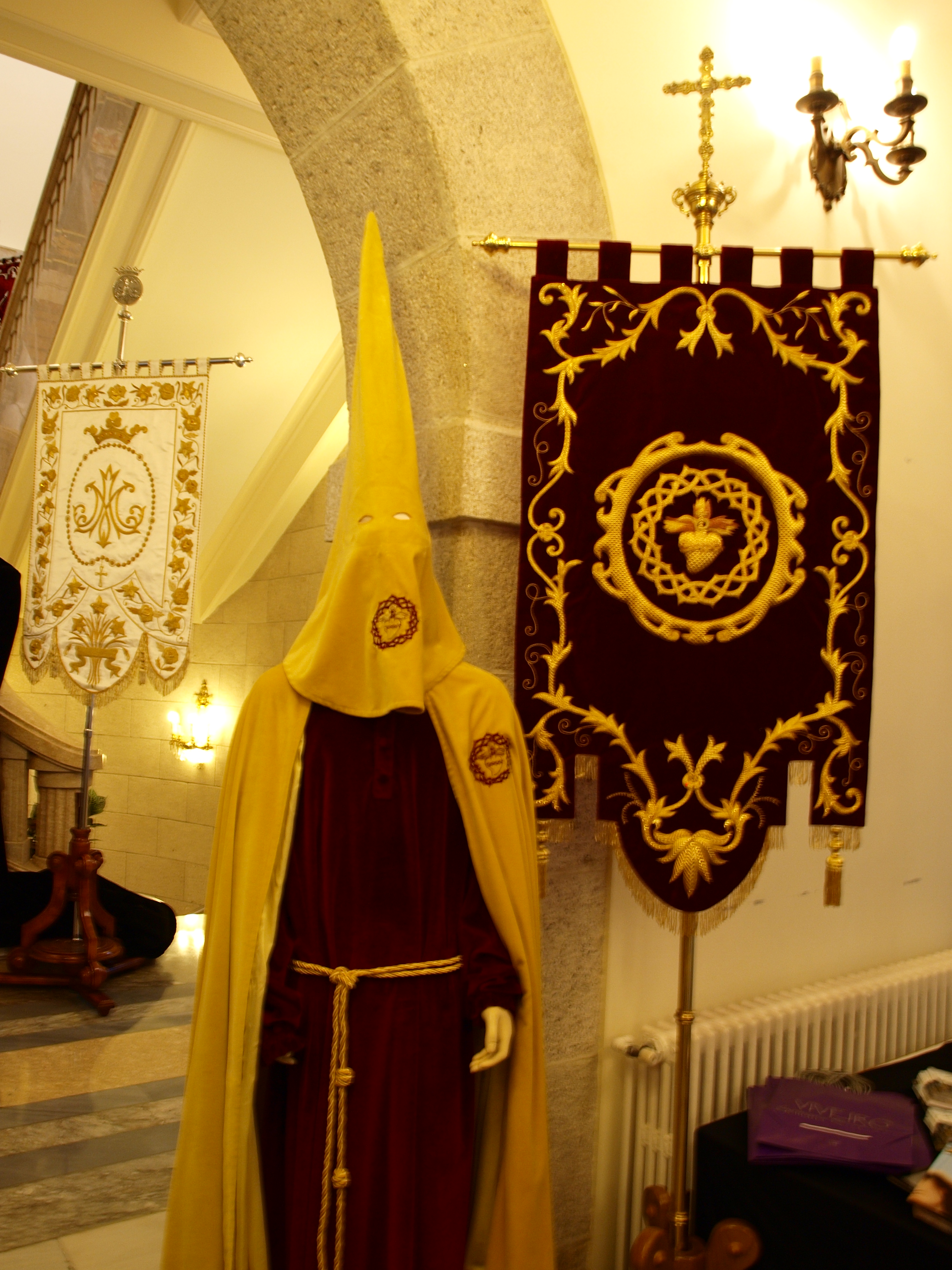
Estandarte y vestimentas de la Cofradía de "O Nazareno dos de Fóra".

En el año 1988, Vivero ve recompensada la labor de varios siglos, al ser declarada su Semana Santa de Interés Turístico Nacional. Con la declaración de Interés Turístico, se multiplicaron las acciones promocionales, siendo habituales las retransmisiones televisivas. También se experimentó un crecimiento en el número de visitantes, así como en el de cofrades. 
En 1989, se erigió una nueva asociación, la Cofradía de "O Nazareno dos de Fóra", constituida por cofrades que residen fuera de la ciudad de Vivero.

## Procesiones
La Cofradía de "O Nazareno dos de Fóra", participa con sus dos titulares (Sagrado Corazón de Jesús y Nuestro Padre Jesús Nazareno) como invitada en la "Procesión del Prendimiento" organizada por la hermandad del mismo nombre.